# Мирный (Червень)
Мирный (бел. Мiрны) — бывший посёлок в Червенском районе Минской области, вошедший в состав Червеня.

## Географическое положение
Находится примерно в 1,9 км к югу от центра Червеня, на окраине города вблизи лесопарка.

## История
Посёлок Мирный начал строиться в конце 1950-х для работников леспромхоза в хвойном лесу южнее города. На 1959 год здесь располагались общежитие на 23 места, один двухквартирный, один трёхквартирный и несколько частных домов.
В 1988 году в рамках строительства 15-километровой ветки газопровода к Червеню от магистрали «Минск—Гомель» в южной части посёлка была установлена газораспределительная станция (ГРС), от которой вскоре был газифицирован весь Червень.
Как минимум на 1989 год посёлок уже входит в состав Червеня.

## Современность
В настоящее время Мирный является микрорайоном Червеня, включающим улицы Мирная, Боровая, Лесная, Партизанская, Гуревича, Щорса, Космонавтов, переулок Партизанский и части улиц Победы и Флегонтова. В посёлке преобладает частная застройка (имеются также двухэтажные четырёхквартирные дома), довольно многолюдно. Работает магазин (возобновил работу в 2020 году)